# Víctor José Añino Bermúdez
 Víctor José Añino Bermúdez  (Lebrija, 10 september 1987), is een gewezen Spaanse voetballer, beter bekend onder de naam  Vitolo. De verdedigende middenvelder tekende tijdens de maand september 2019 een tweejarig contract als trainder bij Santa Ursula.

## Speler

### Ploegspeler
Vitolo is een product van de voetbalschool van CD Tenerife. Zijn professionele loopbaan startte hij tijdens het seizoen 2001-2002 bij de B-ploeg van CD Tenerife. Maar reeds op 16 september 2001 debuteerde hij in het eerste elftal, dat in de Primera División actief was. Dit gebeurde toen hij in de 76e minuut inviel tijdens de 2-0 thuisoverwinning tegen Villarreal CF. Dit zou zijn enig optreden zijn tijdens zijn beginseizoen in de eerste ploeg, en de ploeg kon bovendien haar behoud niet verzekeren. Daarom speelde Vitolo vanaf seizoen 2002-2003 drie seizoenen in de Segunda División A, waar hij naast drie optredens in de Copa del Rey achtenzestig competitiewedstrijden speelde.
In 2005 tekende hij een vijfjarig contract bij Racing de Santander, dat op dat ogenblik onder leiding stond van coach Manuel Preciado. Van 2005 tot 2007 was Vitolo een belangrijk onderdeel van het middenveld van de ploeg uit Cantabrië. Tijdens het eerste seizoen werd een zeventiende plaats in de Primera División behaald, wat net het behoud betekende, maar tijdens het seizoen 2006-2007 werd onder leiding van coach Miguel Ángel Portugal een mooie tiende plaats veroverd.
Na enige problemen met de nieuw aangestelde coach Marcelino, zou hij echter tijdens seizoen 2007-2008 uitgeleend worden aan Celta de Vigo, een ploeg uit Galicië op dat ogenblik actief in de Segunda División A. Een zestiende plaats in het eindresultaat was absoluut niet voldoende om haar plaats op het hoogste niveau van het Spaanse voetbal terug in te nemen.
Door dit slecht resultaat lichtte de ploeg uit Galicië de aankoopoptie van ongeveer 300.000 euro niet, zodat de speler terugkeerde naar Cantabrië. Tijdens de maand augustus 2008 beëindigde hij echter zijn contract en trad toe tot Aris FC. De toenmalige coach van de Griekse ploeg uit de Super League was zijn landgenoot Quique Hernández. Hij ontwikkelde er als een belangrijk sluitstuk van het middenveld.
Op 27 juli 2009 sloot Vitolo een vierjarige overeenkomst met reeksgenoot PAOK FC. Hij scoorde zijn eerste doelpunt in Griekenland tegen zijn voormalige club, in een 4-1 overwinning tijdens de lokale derby. Bij deze ploeg zou hij ook zijn Europees debuut maken tijdens het seizoen 2009-2010 in de Europa Cup en tijdens het seizoen 2010-2011 in de voorrondes van de Champions League.
Op 13 juli 2011 werd Vitolo ontslagen door PAOK. Later op de dag tekende hij bij reeksgenoot Panathinaikos FC een driejarig contract.
In de zomer van 2013 werd Vitolo door Panathinaikos vrijgelaten en sloot hij zich aan bij Elazığspor (uitkomend in de Turkse Süper Lig) voor een periode van drie jaar. In februari van 2014 heeft hij echter de banden met de club verbroken, door zijn laatste wedstrijd te spelen in december 2013 in een 1-0 thuisoverwinning over Rizespor. De ploeg zou uiteindelijk degraderen in mei na geëindigd te zijn op de derde laatste plaats.
Op 18 juni 2014 keerde Vitolo terug naar zijn eerste club Tenerife, waar hij een overeenkomst voor twee jaar had gesloten. Uiteindelijk zou hij vier seizoenen spelen voor de ploeg uit de Segunda División A. De ploeg haalde achtereenvolgens een zeventiende, dertiende, vierde en elfde plaats in de eindrangschikking.
Op 24 augustus 2018 zette hij een stapje terug door te tekenen bij FC Cartagena, een ploeg uit de Segunda División B. Het seizoen verliep zeer wisselvalling.  Bij de aanvang van het seizoen stond de ploeg na 8 wedstrijden op een degradatieplaats.  Tegen UD Melilla pakte doelman Mario Fernández Cuesta een rode kaart en blesseerde hij zich tijdens dezelfde actie.  Hij werd vervangen door de jonge Portugees João Paulo Santos Costa.  De ploeg begon successen te boeken en was op het einde van de heenronde naar de eerste plaats opgeklommen.  Op het einde van het seizoen zou het tweede eindigen na Recreativo Huelva.  Tijdens de eindronde werd eerst Real Madrid Castilla (3-1 verlies uit, 2-0 winst thuis) uitgeschadeld, maar SD Ponferradina bleek twee maal te sterk (1-2 thuisverlies en 1-0 op verlplaatsing.  Ondanks het feit dat Vitolo een van de sterkhouders was, besloten beide partijen om het contract toch niet te verlengen.  Dit betekende op 36-jarige leeftijd het einde van zijn actieve voetbalcarrière.

### Internationale carrière
Vitolo vertegenwoordigde het Spaans voetbalelftal onder 20 op het Wereldkampioenschap van 2013 dat werd gehouden op de Verenigde Arabische Emiraten, naast onder meer Sergio García en Andrés Iniesta. Ondanks deze zware concurrentie speelde hij voortdurend met een mooie tweede plaats na Brazilië als eindresultaat.
Later zou hij nog twaalf wedstrijden spelen voor het Spaans voetbalelftal onder 21.

## Trainer
Vitolo keerde na zijn acieve voetbalcarrilère terug naar Tenerife en tekende tijdens de maand september 2019 een tweejarig contract als trainder bij het bescheiden Santa Ursula.